# Franjo Komarica
Franjo Komarica (né en 1946 à Banja Luka, Yougoslavie, aujourd'hui Bosnie-Herzégovine) est un prélat croate de Bosnie, de l'église catholique romaine. Il est l'évêque du diocèse de Banja Luka de 1989 à 2023.
Il a étudié la théologie à Innsbruck en Autriche, et il a été longtemps le plus jeune membre de la Conférence des Évêques de Rome. Il a été président de la Conférence des Évêques de Bosnie-Herzégovine plusieurs années.
Durant la Guerre de Bosnie-Herzégovine, il a fait beaucoup pour aider les gens. Pour ce travail, il a reçu de nombreux prix, à la fois de l 'Union européenne et des Franz Werfel Award pour les droits de l'Homme.